# Nhà máy xử lý nước thải Yên Xá
Nhà máy xử lý nước thải Yên Xá là một nhà máy xử lý nước thải đang xây dựng tại Thanh Trì, Hà Nội được xây dựng giúp mục đích cải tạo sông Tô Lịch và những con sông khác trong Hà Nội.

## Thông tin
Nhà máy xử lý nước thải Yên Xá có diện tích là 13,8 ha. Nó nằm tại cánh Đồng Yên Xá, cạnh trục đường Nguyễn Xiển đi Xa La thuộc quận Hà Đông. Đây được xem là một trong số các dự án quan trọng và lớn nhất của Hà Nội về xử lý nước thải. Nhà máy xử lý nước thải Yên Xá bao gồm 24 bể lắng thứ cấp, bể phản ứng bùn hoạt tính có tất cả là 12 bể.

## Lịch sử
Trước đây, Sông Tô Lịch là một con sông ô nhiễm nặng nề tại thủ đô Hà Nội. Đầu tháng 12 năm 2021, Ủy ban nhân dân thành phố Hà Nội đã nêu ra những biện pháp cải thiện Sông Tô Lịch. Trước đó, vào năm 2009, Hà Nội đã từng có ý tưởng bơm nước Sông Hồng vào hồ Tây rồi đổ vào sông Tô Lịch để lưu thông dòng chảy, tuy nhiên vì không khả thi nên ý tưởng này đã không được thực hiện. Sau đó, vào đầu tháng 10 năm 2016, Nhà máy nước thải Yên Xá đã được khởi công xây dựng với tổng mức đầu tư hơn 16.000 tỷ đồng và dự kiến hoàn thành, bàn giao năm 2022. Đến năm 2020, Công ty Cổ phần Tập đoàn Nhật Việt đã gửi công văn tới Thành ủy và Ủy ban nhân dân thành phố Hà Nội đề xuất giải pháp chuyển Sông Tô Lịch trở thành Công viên Văn hóa - Tâm linh Tô Lịch. Sau đó, để chuẩn bị cho dự án này, Hà Nội đã khởi công dự án làm một hệ thống cống gom nước thải bên bờ Sông Tô Lịch và đổ hàng trăm nghìn m3 nước thải về nhà máy nước thải Yên Xá.

## Tiến độ
Cho đến thời điểm năm 2021, dự án nhà máy xử lý nước thải Yên Xá thuộc gói thầu số 1 do nhà thầu xây dựng là Liên danh TSE - JFK của Nhật Bản đã hoàn thành công tác xây dựng công trình tạm và công tác cọc, hạng mục khoan kích ngầm đã hoàn thành. Về hạng mục bể lắng thứ cấp, nhà thầu đã thi công xong phần bê tông đáy của 24/24 bể và hoàn thành phần tường của 19/24 bể. Về hạng mục bể phản ứng bùn hoạt tính, nhà thầu phụ là Cienco 4 đã hoàn thành công tác đổ bê tông bản đáy các bể đơn nguyên 1 và đang thi công các tường và hầm ống kỹ thuật. Tại đơn nguyên 2, họ đã hoàn thành đổ bê tông bản đáy các bể, hiện đang thi công các tường và hầm ống kỹ thuật. Tại hạng mục nhà máy xử lý nước tái sử dụng, nhà thầu đã thi công xong việc đổ bê tông tầng hầm, tầng mái và tường của tầng 1, hiện nay đang thi công cầu thang, móng máy và tầng hầm.